# Conséquences sociales de la crise de la dette publique de la Grèce
Les conséquences sociales de la crise de la dette publique de la Grèce sont l'ensemble des répercussions, dans l'espace social grec, depuis 2010, de l'application par le gouvernement grec des différents plans financiers mis en œuvre par la troïka, et des divers effets de l'existence de cette dette sur le système bancaire et monétaire en Grèce.

## Démographie

### Santé publique
La crise économique a des effets directs sur la santé publique : l'augmentation des inégalités, de la pauvreté, la dégradation des modes de vie et un sentiment général d’incertitude et d’abandon provoquent une augmentation de la prévalence de certaines pathologies. Ces effets sont multipliés avec des politiques d’austérité budgétaire, qui réduisent le travail de prévention, l'accès et la qualité des soins en diminuant très fortement la dépense publique dans le domaine de la santé, particulièrement dans le système hospitalier.
Les modalités d'une corrélation directe et exacte restent floues en raison de problèmes méthodologiques liés, entre autres, à la production statistique et au recul temporel. Ainsi, si les conséquences d'une politique d’austérité sont flagrantes sur le système hospitalier d’un pays, les conséquences globales à moyen et long termes de cette politique sur l'état des populations sont plus difficiles à définir. Les déterminants les plus forts restent liés à l'accroissement des inégalités sociales et de la pauvreté, particulièrement chez les enfants. Ces dernières provoquent une dégradation du mode de vie et du contexte social (moins d’activités physiques, mauvaises habitudes alimentaires, contexte d’incertitude),.
D'après l’OCDE, les dépenses de santé publique globales en Grèce ont chuté de 10 % entre 2010 et 2011. Entre 2010 et 2012 les budgets hospitaliers ont été réduits de 40 %, provoquant une réduction significative des personnels et de nombreuses ruptures d’approvisionnement. De plus en plus de Grecs renoncent à des soins de base faute d’argent et le taux de recours à l’hôpital public, pour des consultations ou, de plus en plus, pour des urgences, a progressé de 24 % entre 2009 et 2010 (en particulier dans les populations les plus défavorisées).
La crise économique provoque en soi une augmentation de la prévalence de maladies mentales et de troubles psychiatriques. « Les conséquences principales de cette crise économique, qui « impose » son ombre dans toute expression de la vie quotidienne, sont le chômage, l’amenuisement des revenus, l’incertitude généralisée, l’insécurité sociale, la souffrance sociale s’exprimant, soit par une dysthymie paralysante, soit par une rage occultant toute possibilité d’élaboration psychique et de pensée et, enfin, la réduction des dépenses publiques, y compris les dépenses pour la santé ». Une des trois lignes nationales d’aide en prévention du suicide ont enregistré une hausse de 70 % de son activité. Sur une population de 100 000 personnes, le taux de suicide est passé de 2,8 % en 2008 à 5,2 % en 2010. Après que le budget public consacré à la santé mentale a été diminué de 45 % en 2011 (provoquant la fermeture de 5 des 8 établissements hospitaliers psychiatriques de Grèce), des organisations non-gouvernementales ont à charge près de 40 % des soins mentaux, et sont devenus dans certains secteurs géographiques isolés les seuls prestataires.
La Grèce, qui est en le 8e pays le plus atteint par l'insuffisance rénale aiguë, ne parvient plus à prévenir ou à soigner correctement cette pathologie à cause de l’augmentation de la population de malades sans assurance maladie et de la présence de migrants souvent atteints.
En 2011, le nombre de contamination par le VIH a été multiplié par 16 dans la population de personnes ayant recours à l’usage de drogues par injection. Une corrélation est démontrée entre l'évolution des contaminations par le VIH et l'hépatite C, qui sont inversement proportionnelles à l’évolution du PIB, qui engendre une augmentation des populations au chômage et/ou sans domicile. L'augmentation des contaminations par l’usage de matériel d’injection concerne essentiellement Athènes et est fortement aggravé dans les populations d’origine immigrée.
L'histogramme suivant montre l’évolution des contaminations au VIH ainsi que celles dues à l'usage de matériel d’injection contaminé.
- Contaminations (total)
- Contamination par l'usage de drogues par injection

Une étude publiée en 2015 met en évidence une corrélation entre l'application des plans d’austérité sur l'évolution de l'incidence des suicides en Grèce. Sur une période d’observation des suicides allant de 1983 à 2012, c’est 2012 qui a été l’année ayant connu le taux de suicide le plus élevé. Après juin 2011 et les premiers plans d’austérité, une augmentation de 35,7 % est relevée. Avant juin 2011, le nombre de suicides estimés et pondéré par mois est d'un peu plus de 30, puis passe à un peu plus de 40. Chaque mois ce sont donc environ 10 suicides qui sont directement imputables aux plans d'austérité et à la crise économique. Le suicide des femmes et la sous-évaluation estimée des données recensant les suicides sont aussi accentués sur la période (le suicide est dissimulé en raison du refus de l'Église orthodoxe grecque d'assurer l'office religieux lors de l'inhumation, considérant que le suicide est un pêché majeur).
Cette étude souligne également l'impact d'une série d'événements sur l'évolution des événements suicidaires, d'abord liés à la prospérité, puis à l'austérité.
| Année          | Événement                                                                                            | ARIMA |
| -------------- | --- | ----- |
| Septembre 1997 | Le CIO annonce que la Grèce accueillera les jeux olympiques d'été de 2004                            | -0.42 |
| Juin 2000      | La Grèce est acceptée dans l'union monétaire de l'UE                                                 | -1.25 |
| Janvier 2002   | Passage à l'euro                                                                                     | -0.44 |
| Août 2004      | Jeux olympiques                                                                                      | 1.01  |
| Octobre 2008   | Début de la récession, émeutes urbaines                                                              | 1.95  |
| Mars 2010      | Le gouvernement adopte les premières mesures d'austérité                                             | 12.31 |
| Mai 2010       | Le gouvernement adopte une nouvelle série de mesures                                                 | 0.04  |
| Mai 2011       | Manifestations anti-austérité de grande ampleur                                                      | 0.48  |
| Juin 2011      | Le gouvernement adopte une série de mesures d'austérité, suivi de grèves et émeutes urbaines         | 11.20 |
| Octobre 2011   | idem                                                                                                 | 1.24  |
| Février 2012   | idem                                                                                                 | 1.69  |
| Avril 2012     | Un retraité athénien se suicide sur la place de la Constitution pour dénoncer les plans d'austérité. | 4.64  |